# Ed Landing
Ed Landing (né le 10 août 1949) est un géologue et paléontologue américain.

## Publications sélectionnées
En juin 2010, un article paru dans le magazine Geology pour lequel Landing est noté en auteur principal a apporté la première preuve définitive que "tous les principaux groupes d'animaux avec des squelettes internes et externes sont apparus dans la période géologique cambrienne (il y a 543 à 489 millions d'années).",

## Publications
- (en) Landing E., 1977. 'Prooneotodus' tenuis (Müller, 1959) apparatuses from the Taconic allochthon, eastern New York: construction, taphonomy and the protoconodont 'supertooth' model. Journal of Paleontology 51:6, 1072-1 084.
- (en) Potvin-Leduc D., Cloutier R., Landing E., Van Aller Hernick L. & Mannolini F., 2015. Middle Devonian (Givetian) sharks from Cairo, New York (USA): Evidence of early cosmopolitanism. Acta Palaeontologica Polonica 60(1): 183–200, DOI 10.4202/app.2012.0101.